# Limnophila (Limnophila) madida
Limnophila (Limnophila) madida is een tweevleugelige uit de familie steltmuggen (Limoniidae). De soort komt voor in het Neotropisch gebied.